# Автомобиль в России
Автомобиль в России — история появления автомобиля в России, сведения о его создателях и моделях с начала его появления в XIX веке и активном использовании по настоящее время.

## Предшествующие изобретения и события
Основными транспортными средствами на Руси в XVI—XVII веках были открытые или крытые повозки, такие как колымага, кибитка или возок, запряжённые одной, парой или тройкой лошадей. В зимнее время вместо колёсных повозок использовались сани. В XVIII—XIX веках было разработано или заимствовано с Запада множество других видов конных экипажей, приспособленных для разных условий.
Первое упоминание о самобеглой коляске в 1752 году содержится в архивах Сената и связано с изобретением крестьянина-самоучки Леонтия Шамшуренкова. Из описания следовало, что она управлялась двумя стоящими на ней людьми, в то время как два пассажира сидели в коляске. За постройку одного экземпляра Шамшуренкову было пожаловано вознаграждение в 50 рублей. Конструкция этого транспортного средства точно не известна; предполагается, что оно было прототипом веломобиля, как и трёхколесная «самокатка» Ивана Кулибина, которую он продемонстрировал в 1791 году на улицах Петербурга.
В 1763—65 годах Иван Ползунов разработал первый в России двухцилиндровый паровой двигатель.
В 1833—35 годах Черепановыми были построены «пароходки» на паровой тяге — первые паровозы в России. В 1863 году Авксентий Врадий получил привилегию № 906 на строительство «паровоза для езды по обыкновенным дорогам». Этот самоход имел все четыре ведущих колеса, и его можно назвать прототипом современных автомобилей с колёсной формулой 4х4.
В 1876 году на Людиновском заводе С. И. Мальцова были созданы два паровых трактора-тягача (локомобиля). Во время русско-турецкой войны 1877—1878 годов в русской армии использовалось 12 «дорожных паровозов»: шесть английской системы «Эвелин Портер», три «Клейтона», один «Фаулера» и два — Мальцова, которые использовались для транспортировки артиллерийских орудий.

## Автомобили в Российской империи

### Появление автомобиля
Долгое время считалось, что первый в России автомобиль с двигателем внутреннего сгорания появился в России в 1891 году. Согласно статье в журнале «За рулём» за 1981 год, именно тогда редактор-издатель «Одесского листка» Василий Навроцкий привёз в Одессу «самодвижущийся экипаж» марки «Панар-Левассор». Автор статьи И. Батищев ссылался на «Одесский листок», однако, согласно обозревателю журнала «Автопилот» И. Баранцеву, в номерах этой газеты за 1891 год подобных сообщений нет, а заметки о появлении автомобиля у Навроцкого появляются в «Одесском листке» и «Одесских новостях» только осенью 1895 года. Именно в этот период, согласно архиву компании Mercedes-Benz, в Одессу были отправлены три автомобиля Benz Velo.
По данным того же архива, ещё в 1894 году аналогичный «бенц», с заводским номером 91, был отгружен в Москву. А 13 августа 1894 года сын текстильного фабриканта К. М. Мазурин подал московскому уездному исправнику прошение о разрешении ездить по дорогам уезда на приобретённом им «экипаже, движущемся путём электрических аккумуляторов и бензинового мотора». Он, по-видимому, и стал первым в России автовладельцем.
В Санкт-Петербурге первый автомобиль (Benz Phaeton) появился у великого князя Дмитрий Константиновича в 1895 году; в его обкатке участвовал петербургский архитектор А. К. Джиоргули, который в газетных публикациях оказался ошибочно указан как «Жергулев» или «Жиргалев». Вскоре после прибытия этой машины на ней проехал император Николай II. В марте 1896 года продажами в Нижний Новгород и в Одессу начался импорт марки Peugeot. В конце 1895 года автомобиль был приобретён для своих нужд Ковенским округом путей сообщения, а в следующем году — Киевским и Виленским округами путей сообщения; 11 сентября 1896 года были утверждены «Правила о порядке и условиях перевозки тяжестей и пассажиров по шоссе ведомства путей сообщения в самодвижущихся экипажах».
Первыми спортивными печатными изданиями стали выпуски московского журнала «Велосипедист» 1892 года, переименованного в 1894 году в «Велосипедный спорт» и выходившего до 1896 года, а также журнал «Велосипед», издававшийся в Санкт-Петербурге с 1892 по 1898 год. В 1894—1910 годах выходил старейший спортивно-технический иллюстрированный журнал «Самокат», посвящённый механическим способам передвижения. Издателями этого журнала были братья Орловские. В 1895—1904 годах выпускался спортивный журнал «Циклист».
Одним из наиболее известных журналов об автомобилях стал петербургский журнал «Автомобиль», учреждённый Андреем Нагелем в 1902 году. Позже журнал Нагеля выходил под названиями «Автомобильная жизнь и спорт», «Аэро и автомобильная жизнь», выпускавшимися до 1914 года.

### Начало автомобильной промышленности в России
В 1886 году Александр Лейтнер начинает первое в России производство высоких велосипедов, основав фирму «A. Leutner & Co», с 1901 года занимался сборкой и продажей французских автомобилей, а с 1902 — первых мотоциклов (велосипедов с мотором). В начале 1880-х годов на обучение в Германию был отправлен Борис Луцкой. В 1888 году на Мюнхенской выставке в качестве одного из экспонатов был выставлен сконструированный им газовый двигатель, при дальнейшем развитии карьерного роста он получил должность главного инженера немецкой фирмы «Даймлер».
Первый российский автомобиль (Автомобиль Фрезе и Яковлева) был собран в 1896 году на каретной фабрике Петра Фрезе с использованием двигателя Евгения Яковлева и продемонстрирован на XVI Всероссийской промышленно-художественной выставке в Нижнем Новгороде. Это была двухместная заднемоторная коляска с одноцилиндровым четырёхтактным двигателем мощностью 1,5 лошадиной силы. Колёса оборудовались сплошными резиновыми шинами, пневматические шины появились в России в 1898 году. После смерти Яковлева, с 1900 года Фрезе был вынужден выпускать автомобили с французскими двигателями. В том же году фирма «Фрезе» выпустила первый российский грузовик, в 1903 году выпускались почтовые фургоны, а в 1904 году на фабрике производится первый пожарный автомобиль. С 1901 по 1903 год фирма Фрезе выпустила около 100 легковых автомобилей, которые стали первыми серийными автомобилями в России. Автомобили фирмы «Фрезе и Ко» даже использовались как такси в Варшаве.
Разработкой и созданием электрических экипажей в России занимался инженер Ипполит Романов. В 1899 году по его проектам был построен первый отечественный электрический автомобиль, предназначенный для перевозки двух человек, по типу 4-колёсной коляски (кэба), а также электрический омнибус.
Значительные события для развития автомобилизма в России произошли в 1898 году: открытие в Санкт-Петербурге первого магазина по продаже велосипедов и автомобилей французской фирмой «Клеман-Гладиатор-Фебус» и состоявшаяся первая в России «Зимняя гонка моторов» в Царском Селе. В июне 1899 года состоялась первая гонка «Москва — Санкт-Петербург», а 15 августа — стовёрстная гонка на приз журнала «Самокат» по маршруту Лигово — Гатчина — Красное Село — Стрельна — Волхонка — Лигово (2 круга). 20 марта 1900 года был утверждён устав Московского клуба автомобилистов (председатель Н.К. фон Мекк, позже он был переименован в «Первый русский автомобильный клуб в Москве»). В 1903-1904 годах образуется Российское автомобильное общество автолюбителей, членов первых в России авто-клубов.
В начале XX века сборку автомобилей с двигателями «Даймлера» начинает завод Лесснера. С 1909 года на Русско-Балтийском вагонном заводе в Риге начинается выпуск автомобилей «Руссо-Балт». Автомобили завода неоднократно принимали участие в различных автопробегах, показывали отличные ходовые качества, а серия спортивных и гоночных автомобилей принесла мировую известность этой марке.
В 1911 году выпуск автомобилей собственной конструкции начинается на «Русском автомобильном заводе И.П. Пузырёва» (РАЗИПП) в Петербурге. Предприятие выпускало модели «28-34» и «28-40», всего с 1911 по 1914 годы на предприятии было собрано 38 машин. Автомобиль Пузырева был крепким, довольно тяжелым, с большим дорожным просветом, прекрасно подходил для российских дорог. И.П. Пузырев совершил на нем успешный пробег из Петербурга в Париж, где автомобиль произвел на всех благоприятное впечатление. К сожалению, пожар 1914 года уничтожил большую часть завода и 8 автомобилей, в результате предприятие было закрыто.
22 октября 1910 года был подписан приказ о создании Учебной автомобильной роты, заложившей основы военного автомобилизма в России.
В 1916 году открывается Московский Автомобильный завод (АМО), поначалу занимавшийся сборкой грузовиков итальянской фирмы «Фиат» и уже в советское время наладивший выпуск аналогичных машин под маркой АМО-Ф-15

### Статистика
- на 1910 год во всей Российской империи было 3501 автомобиль и 1155 мотоциклов.
- на 1917 год числилось 12 378 автомобилей (легковых — 4000, грузовых — 8 378) и 5909 мотоциклов.[18]

Для сравнения, в 1919 году регистрация легковых автомобилей в США достигла 6,6 млн, а грузовиков — 0,9 млн.

## Советский период
Выпуском легковых автомобилей и большегрузных транспортных средств занимались лишь московский автомобильный завод (АМО) и «Лебедев» (Ярославский моторный завод). Некоторые исследователи считают, что первый отечественный автомобиль в СССР выпустили в 1924 году на заводе АМО. Грузовая серийная машина АМО-Ф-15, выпускавшаяся с 1924 по 1931 год, была небольшой грузоподъемности, удобна в эксплуатации. Другие исследователи склонны считать первым советским автомобилем легковик «Промбронь». Однако это не совсем так. Легковик «Промбронь» был разработан до революции, а грузовик являлся копией итальянского. Поэтому первым советским автомобилем можно с полной уверенностью называть малолитражный автомобиль НАМИ (НАМИ-1), который появился в 1927 г. Создателем НАМИ-1 был советский конструктор К.А. Шарапов. За три года, начиная с 1928 г., было выпущено 412 автомобилей.
В 1930 году начинается выпуск легковых и грузовых автомобилей марки «Форд» на заводе «Москвич». В 1932 фордовские грузовики начинают собирать на Горьковском автозаводе (ГАЗ). В декабре того же года на Горьковском автомобильном заводе была выпущена первая модель легкового автомобиля ГАЗ-А с открытым четырехдверным пятиместным кузовом типа «фаэтон». Мощность двигателя четырехведерного фаэтона составляла 40 л.с., скорость — до 90 км\час.
В 1970 году начался выпуск автомобилей Волжского автомобильного завода (ВАЗ) на основе итальянской модели «Фиат». В 1976 году первый грузовой автомобиль сошёл с конвеера Камского автомобильного завода (КАМАЗ).
В 1991 году, перед распадом СССР, в стране числилось 16,9 млн легковых автомобилей. 52,7% от этого количества приходилось на РСФСР, где было зарегистрировано 8,9 млн легковых машин. Около 18%, или 3 млн единиц, насчитывалось в Украинской ССР.

## Постсоветский период
Российский автомобильный рынок пережил труднейший для всех компаний автомобильного бизнеса кризисный 2009 год. Продажи легковых автомобилей упали на 50,2 % и составили по итогам года 1,39 млн.
Две трети российских автовладельцев имеют в собственности автомобиль местного производства. В 2008 году среди всех марок по объёмам продаж лидировала японская Toyota, однако в 2009 году LADA вернула себе историческое первенство. Основные российские производители автомобилей местных и зарубежных марок (включая сборку автокомпонентов зарубежного производства): Автоваз, ГАЗ, GM-АВТОВАЗ, Ford, АВТОФРАМОС, Volkswagen, Toyota, General Motors, АВТОТОР, ТАГАЗ, СОЛЛЕРС, NISSAN, ДЕРВЕЙС, PSA Peugeot Citroen, КАМАЗ, ЗИЛ.

### Количество
- Общее количество легковых а/м в России 34 млн (2009 год)
  - В европейской части России 24,3 млн(2012 год)[22]
- Средний возраст 9 лет
- Процент
  - новых А/М до 5 лет 27,2 %
  - А/М возрастом 5-10 лет 24,6 %
  - Старше 10 лет 48,2 %

Количество на 1000 жителей — единиц:
- Союз ССР, 1960-е годы ~60
- Россия, 2007 год — 188
- Россия, 2008 год — 207
- Россия, 2009 год — 225
  - Дагестан, 2009 год — 71
  - Москва, 2009 год — 305

Средний ежегодный пробег российского автомобиля 16 700 км